# Mr. Bobby
"Mr. Bobby" -En españolː Sr. Bobby- es el último sencillo del segundo álbum del cantautor francés Manu Chao, Próxima Estación: Esperanza. Originalmente, la canción fue lanzada como una de las canciones del lado B del sencillo Bongo Bong, del álbum Clandestino. 
La canción, el cual es un tributo al músico jamaiquino Bob Marley, y tuvo éxito en países europeos como España, Italia y Suiza.
La canción contiene un fragmento de la conversación entre oficiales chilenos el 11 de septiembre de 1973, con la fraseː They say that Allende commited suicide. La frase en cuestión era el aviso de que presuntamente el presidente Salvador Allende se suicidó durante la toma del Palacio de la Moneda por parte de las fuerzas armadas de Chile, que llevaron al poder a Augusto Pinochet. Años después se confirmó el suceso.

### Video musical
La canción tuvo un videoclip dirigido y producido por Corrido Wrake.

## Tracklist
1. "Mr Bobby" (Politik Kills)
2. "Mr Bobby" (Wyskyfacile)
3. "Mr Bobby"

## Charts
| Charts (2002)                               | Peak position |
| ------------------------------------------- | ------------- |
| Bélgica (Flandes) (Ultratip Bubbling Under) | 17            |
| Francia (SNEP)                              | 86            |
| Italia (FIMI)                               | 16            |
| Polonia (LP3)                               | 40            |
| España (Top 100 Canciones)                  | 15            |
| Suiza (Schweizer Hitparade)                 | 60            |

## Covers
Músico americano B.o.B Grabó una cubierta de la canción, con letras originales, los cuales pueden ser encontrados en su quinto mixtape, B.o.B Vs. Bobby Ray (2009).